# Longitarsus ochroleucus ochroleucus
Longitarsus ochroleucus ochroleucus é uma subespécie de insetos coleópteros polífagos pertencente à família Chrysomelidae.
A autoridade científica da subespécie é Marsham, tendo sido descrita no ano de 1802.
Trata-se de uma subespécie presente no território português.